# Gérard Janichon
Gérard Janichon (ur. 8 grudnia 1945 w Maroku) – francuski żeglarz i podróżnik.

## Życiorys
W dzieciństwie Gérard Janichon mieszkał w Maroku, później w południowo‑wschodniej Francji. Uczęszczał do liceum w Grenoble, gdzie poznał Jérôme’a Ponceta, syna swojego nauczyciela matematyki. Dwaj przyjaciele marzyli o rejsie pod żaglami dookoła świata. Mieli wówczas 17 lat.
W swojej książce Damien. Du Spitsberg au Cap Horn Gérard Janichon pisze: „Marzyliśmy o rejsie dookoła świata na specjalnie zaprojektowanym 10-metrowym jachcie, w załodze trzech chłopaków w podobnym wieku. Byliśmy młodzi i zdeterminowani. Nie mieliśmy grosza przy duszy, ja nigdy wcześniej nie byłem na żaglówce, a w dodatku wciąż znajdowaliśmy się w Grenoble, godzinami wpatrując się w błękit mapy”.
Żeby urzeczywistnić to marzenie, w 1965 r. Janichon zrezygnował ze studiów – wtedy narodził się projekt Damien. W marcu 1967 r. Gérard i Jérôme zamówili plany przyszłego jachtu Damien u brytyjskiego architekta Roberta Tuckera.
Przyjaciele wyjechali do położonego na zachodnim wybrzeżu Francji miasta La Rochelle, gdzie w 1969 r. skończyli przygotowania do projektu. 25 maja wyruszyli w pięcioletni rejs dookoła świata, podczas którego mieli przepłynąć ponad 50 tys. mil morskich. Z La Rochelle udali się na północ w kierunku Spitsbergenu w archipelagu Svalbard, gdzie żeglowali wśród kry; następnie dotarli do Grenlandii. Stamtąd popłynęli wzdłuż wschodnich wybrzeży amerykańskich do Antyli, a później dalej ku południowi. Pokonali ponad tysiąc kilometrów w górę Amazonki, po czym kontynuowali rejs przy wschodnim wybrzeżu Ameryki Południowej aż do przylądka Horn, który opłynęli na żaglach 4 marca 1971 r.
Następnie skierowali się w stronę wysp subantarktycznych: Georgii Południowej, Wysp Crozeta, Wysp Kerguelena, wysp Heard oraz Macquarie, skąd popłynęli dalej do Tasmanii, Australii i Nowej Kaledonii. W kolejnym etapie rejsu przepłynęli pod wiatr Ocean Spokojny i dotarli do Tahiti, a potem znów udali się w stronę Antarktyki. Kotwiczyli za kołem podbiegunowym, po czym skierowali się na północ, ku Szetlandom Południowym i Georgii Południowej, a następnie do Argentyny i Brazylii. Ich rejs dookoła świata zakończył się we wrześniu 1973 r. w La Rochelle.
W 1974 r. jacht Damien był wystawiany podczas targów sportów wodnych w Paryżu (Salon Nautique de Paris), natomiast w 2002 r. został uznany za zabytek.
Relacja z podróży autorstwa Janichona, nawiązująca tytułem do nazwy jachtu (Damien autour du monde), była czytana przez młodszych i starszych żeglarzy oraz miłośników morza. We Francji stała się lekturą obowiązkową dla całych pokoleń, podobnie jak książki innego znanego żeglarza, Bernarda Moitessiera. Rejs dookoła świata dwóch młodych chłopaków w klimacie wydarzeń maja 1968 i festiwalu Woodstock oraz odrzucenie przez nich wymogów społeczeństwa konsumpcyjnego niosły przesłanie, aby odpowiedzieć na zew morza i natury, podjąć trud i dążyć do osobistego spełnienia.
Przygoda miała swój ciąg dalszy: zbudowane zostały dwa 14-metrowe szkunery, Damien 2 dla Jérôme’a i Damien 3 dla Gérarda. Po wielu odbytych na nim rejsach, samotnych lub z nieliczną załogą, Damien 3 został sprzedany w 1978 r. Jego miejsce zajął Damien 4, 11‑metrowy aluminiowy jacht otaklowany jako kuter. Janichon rozstał się z nim jednak w 1984 r., żeby spełniać kolejne marzenia z dzieciństwa, tym razem związane z aeronautyką. Później zaangażował się w projekt Défi Intégration, w ramach którego w 2010 r. napisał książkę Libertalia. Opisał w niej rejs załogi złożonej z pełnosprawnych i niepełnosprawnych żeglarzy, która pobiła rekord na trasie z Port-Louis na zachodnim wybrzeżu Francji do Port Louis na Mauritiusie, pokonawszy ją w mniej niż 69 dni. 

## Cytaty
Morze to bezustanna gotowość.
Wolności, jak wszystkiego, można się nauczyć. Trzeba tylko zacząć.
Wyjazd, zostawienie wszystkiego u progu dorosłości oznaczało dla nas świadome nadanie kierunku (oraz sensu) swojemu życiu, zaakceptowanie odosobnienia, bycia pariasem dla jednych i obiektem zazdrości dla drugich.
Próżne i zbyt łatwe wydaje nam się pretendowanie do miana mężczyzny z tego tylko powodu, że przykręciło się tabliczkę na drzwiach mieszkania kupionego na kredyt zaciągnięty na 20 lat, lub dlatego, że zostało się wpisanym do książki telefonicznej.
Żegluga odbywa się w ciszy, czasami wystawia na próbę, wydobywa jednak prawdziwą wartość tego, co związane z morzem.
Szukałem swojej wyspy daleko i przez długi czas. Aż do dnia, gdy zrozumiałem, że moją wyspą jest mój jacht.